# Kalkgrasland (natuurdoeltype)
Kalkgrasland is een natuurdoeltype dat tot de half natuurlijke natuurdoeltype behoort en valt onder de EU-Habitatrichtlijn. Het natuurdoeltype komt voor in heuvelland met een kalkrijke bodem (krijtvaaggronden) met een pH rond de 7. De bodem van deze heuvel is dan voedselrijk en de zijde van de heuvel vangt zon. De bodem is droog en overstroomt zelden tot nooit. De heuvel heeft een hoge grondwatertrap nodig voor het natuurdoeltype. Kalkgrasland wordt in stand gehouden door middel van begrazing of maaien. Het natuurdoeltype bestaat uit pionierssoorten en heeft een oppervlakte van minstens 0,5 ha nodig.

## Plantengemeenschappen
Binnen het kalkgrasland kunnen meerdere plantengemeenschappen voorkomen. Deze plantengemeenschappen hoeven niet allemaal voor te komen om het natuurdoeltype te bereiken.
| Nederlandse naam                            | Wetenschappelijke naam  |
| ------------------------------------------- | ----------------------- |
| associatie van tengere veldmuur             | Cerastietum pumili      |
| kalkgrasland                                | Gentiano-Koelerietum    |
| associatie van dauwbraam en marjolein       | Rubo-Origanetum         |
| associatie van betonie en gevinde kortsteel | Betonico-Brachypodietum |

## Subtype
Kalkgrasland kan onderverdeeld worden in de subtype kalkgrasland en heischraalgrasland. Enkel de samenstelling van de flora en fauna verschilt bij deze subtype.